# Lumbricillus arenarius
Lumbricillus arenarius is een ringworm uit de familie van de Enchytraeidae. De wetenschappelijke naam van de soort is voor het eerst geldig gepubliceerd in 1889 door Michaelsen.